# Polignac (Alto Loira)
Polignac es una localidad y comuna francesa situada en el departamento de Alto Loira, en la región de Auvernia.
Fue un destacado feudo medieval del que se ha podido conservar su castillo-fortaleza.
| 1257 | 1407 | 1709 | 2003 | 2384 | 2602 |
| Para los censos de 1962 a 1999 la población legal corresponde a la población sin duplicidades (Fuente: INSEE [Consultar]) |      |      |      |      |      |